# Брест (Струмишко)
Брест или понякога Брес (на македонска литературна норма: Брест) е бивше село в Северна Македония, разположено на територията на община Ново село.

## География
Селото е било разположено в южното подножие на Огражден, в долина на 3 km северно от Сушица на Сушичката рекичка. Деляло се е на махали, носещи имената на родовете.

## История
В края на XIX век Брест е село в Струмишката кааза на Османската империя. В „Етнография на вилаетите Адрианопол, Монастир и Салоника“, издадена в Константинопол в 1878 година и отразяваща статистиката на населението от 1873 година, Брес (Bresse) е посочено като село с 8 домакинства, като жителите му са 22 мюсюлмани. Според статистиката на Васил Кънчов („Македония. Етнография и статистика“) от 1900 година Бресъ е населявано от 65 души, всички българи християни. Според Йован Трифуноски в 1901 година в селото има 12 „македонски“ домакинства и в края на турското владичество е чифлик на Бекир бег от Сушиц.
В началото на XX век цялото християнско население на Брест е под върховенството на Българската екзархия. По данни на секретаря на екзархията Димитър Мишев (La Macédoine et sa Population Chrétienne) през 1905 година в Брез (Brez) има 48 българи екзархисти.
Според Трифуновски още в 1901 година, поради убийство, жителите на селото се изселили в Барбарево.
Землището на напуснатото село е присъединено към това на Сушица.